# Junghuhnia neotropica
Junghuhnia neotropica är en svampart som beskrevs av I. Lindblad & Ryvarden 1999. Junghuhnia neotropica ingår i släktet Junghuhnia och familjen Meruliaceae.   Inga underarter finns listade i Catalogue of Life.